# Kolontári játékvár
A Budapesti Műszaki és Gazdaságtudományi Egyetem Építészmérnöki karán tanuló hallgatók játékvárat építettek Kolontár gyermekei számára. A Szerves építészet 2. tantárgyat 2010 tavaszán felvett építész hallgatók féléves tervezési helyszíne a vörösiszap sújtotta települések voltak. A sérült településekre az újjáépítés során parkok is épültek, melyekben lehetőség volt a pihenés, szabadidő eltöltést szolgáló létesítmények elhelyezésére. A benyújtott tervek közül a hallgatók és az oktatók közösen választották ki a legjobb pályaműveket. Az öt tervet a befogadó és fenntartó Önkormányzat, a finanszírozó Fővállalkozó és a Belügyminisztérium munkatársai véleményezték, javaslatuk alapján, Devecseren egy pergola, Kolontáron égbemászó torony építése mellett döntöttek.

## A feladat
A hallgatóknak a tantárgy teljesítéséhez 3 feladatot kellett beadniuk. A játszótér a harmadik feladat volt. A tervezési program elsősorban játékokat integráló építmény megtervezésére vonatkozott, a tervezési helyszín (Devecser és Kolontár), és a felhasználható anyagok (szerves építőanyagok) voltak kötöttek, minden továbbit a hallgatókra bíztak.

### A nyertes mű
A kolontári helyszínre tervezett alkotások közül Pallósi Kataliné került ki nyertesként, aminek a kivitelezési tervét Turi Attila és Kovács Pál segített véglegesíteni.

Koncepció

### A tábor
A tárgyat felvett hallgatók tervei közül nyertesekként kikerült munkákat maguk a hallgatók építhették meg egy tábor keretében. A 2011. július. 3. és 16. közötti időszakban embert próbáló hőségben, sokszor sötétedésig építették a fa építményeket. A munkákat Kolontáron Cséplő Attila vezette.
Az építést a helyi lakosok is segítették különböző módokon. Volt, aki üdítőt, kora reggel kávét, délután friss pogácsát, vagy hideg dinnyét vitt a hallgatóknak, de volt, aki szakmai tudásával is segítette a mászóvár építését.
Az építkezés egyik napján „kolontári és devecseri új otthonaikban látták vendégül a kormány delegációját a vörösiszap-katasztrófa károsultjai. Pintér Sándor – Kovács Zoltán kormányzati kommunikációért felelős államtitkár, Bakondi György, a BM Országos Katasztrófavédelmi Főigazgatóság főigazgatója és Dobson Tibor, a BM Országos Katasztrófavédelmi Főigazgatóság hivatalvezetője társaságában” megtekintette az új otthonokat, és a játékvárat is.
A két hét végén ünnepség keretein belül adták át az elkészült mászóvárat.

## Érdekességek
- Eredetileg egy csúszda és egy hinta is a mászóvár része lett volna, de ez végül nem valósult meg.
- Valahol, két szorosan összecsavarozott talpfa között az építők nevei rejlenek.
- Az építés során megmaradt néhány hulladékfából játékokat készítettek, amiket az átadás során a gyerekek kaptak.
- Az építés két hete építéshelyi szakmai gyakorlat lett.
- A PVC csövek színesre festése egy spontán ötlet volt, amit az építés utolsó napjain a hallgatók találtak ki.
- A mászóvárat az átadás után festették le.
- Azóta két játszótér is épült az utcában.